# Robot industrial

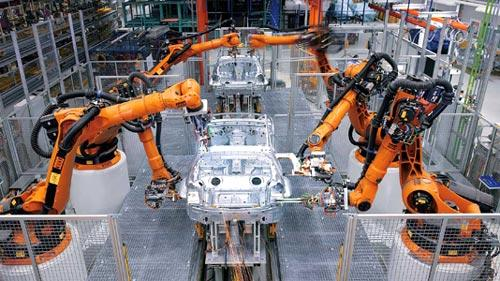
Robótica industrial

El robot industrial es un manipulador programable en tres o más ejes con varios propósitos, controlado automáticamente y re-programable. El campo de la robótica industrial puede definirse como el estudio, diseño y uso de robots para la ejecución de procesos industriales. También nos facilitaran el trabajo un poco peligroso en fábricas 
Los usos típicos de los robots incluyen soldadura, pintura, ensamblaje, desensamblaje, recogida y colocación para placas de circuitos impresos, embalado y etiquetado, paletizado, inspección y comprobación de productos; todo ello realizado con gran resistencia, velocidad y precisión. Pueden ayudar en la manipulación de materiales.
Se calcula que en 2020 habrá 1,64 millones de robots industriales en funcionamiento en todo el mundo, según la International Federation of Robotics (IFR).

## Historia
El robot industrial es conocido el más antiguo, conforme a la definición de la Organización Internacional de Normalización (ISO), fue completado en Inglaterra por Bill Griffith P. Taylor en 1937, y fue publicado en la revista Meccano, en marzo de 1938. La grúa, como se denominó al dispositivo, se construyó casi en su totalidad con piezas Meccano y accionado por un único motor eléctrico. Cinco ejes de movimiento son posibles, incluyendo Grab (?) y Rotación Grab (?). La automatización se logró mediante el uso de cinta de papel perforado que permitía activar solenoides, lo que facilitó el movimiento de las palancas de control de la grúa. El robot puede apilar bloques de madera en los patrones preprogramados. El número de revoluciones del motor requeridas para cada movimiento deseado se representa por primera vez en el papel de gráfico; acto seguido, esta información se transfiere a la cinta de papel, que también es impulsada por el único motor del robot. Chris Shute construyó una réplica completa del robot en 1997.
Por su parte George Devol estaba especialmente interesado en el diseño de una máquina que fuera de fácil manejo y solicitó las primeras patentes de robótica en 1954 (otorgadas hasta 1961). La primera compañía en producir un robot fue Unimation (Universal Automático), fundada por Devol y Joseph F. Engelberger en 1956, y se basó en las patentes originales de Devol. Los robots de Unimation también fueron denominados máquinas de transferencia programables, ya que su principal uso en un principio era transferir objetos de un punto a otro, a menos de tres metros de distancia. Dichos robots usaban actuadores hidráulicos y fueron programados en conjuntos de coordenadas; es decir, los ángulos de las distintas articulaciones se almacenaron durante una fase de enseñanza y reproducidos en funcionamiento. Tenían una precisión de 1/10.000 de pulgada (nota: aunque la precisión no es una medida adecuada para robots), generalmente evaluados en términos de repetibilidad. Más tarde, Unimation otorgó licencias de su tecnología a Kawasaki Heavy Industries y GKN, los cuales fabricaron Unimates en Japón e Inglaterra, respectivamente. Desde hace algún tiempo el único competidor de Unimation fue Cincinnati Milacron Inc. de Ohio. Esto cambió radicalmente en la década de 1970 cuando varios grandes conglomerados japoneses comenzaron a producir robots industriales similares.

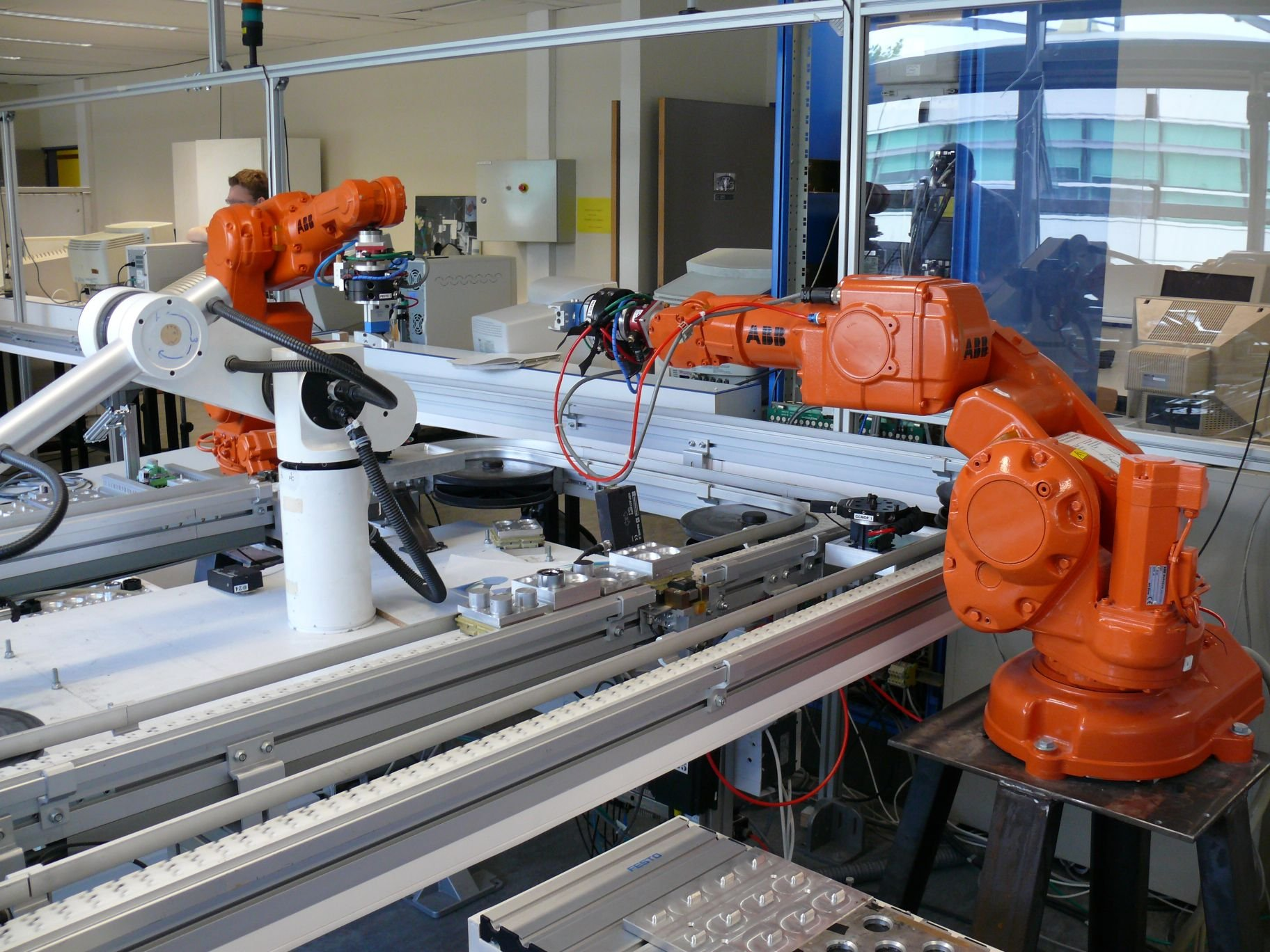
Robot ABB en la industria

En 1969, Victor Scheinman en la Universidad de Stanford, creó un sistema eléctrico con 6 ejes articulados al robot, los cuales fueron diseñados para permitir una mayor movilidad del brazo. Esto le permitió seguir con precisión arbitraria y ampliar el uso potencial de los robots más sofisticados para aplicaciones tales como montaje y soldadura. Scheinman entonces diseñó un segundo brazo para el Laboratorio de IA del MIT, llamado el Brazo MIT. Scheinman, después de recibir una beca de Unimation para desarrollar sus diseños, vendió los diseños que más tarde Unimation desarrolló con el apoyo de General Motors y, posteriormente, los comercializó como la máquina universal programable para ensamblaje (PUMA). En 1973, KUKA Robótica construyó su primer robot, conocido como FAMULUS, este es el primer robot articulado de seis ejes impulsado electromecánicamente.
En el interés por la robótica que aumentó a fines de la década de 1970, muchas empresas de EE. UU. entraron en el campo; entre ellas, General Electric y General Motors (que formaban empresas mixtas con capiiZ Robotics FANUC LTD de Japón); start-ups incluido Automatix y Adept Technology, Inc. A la altura del auge del robot en 1984, Unimation fue adquirida por Westinghouse Electric Corporation por 107 millones de dólares. En 1988, Westinghouse fue vendida a Unimation Staubli Faverges SCA de Francia, que siguió fabricando robots articulados para la industria general y aplicaciones de sala limpia, e incluso compró la división de robótica de Bosch a finales de 2005.
Aparte de lo dicho anteriormente existen 5 tipos de robots:
- Robots manipuladores.
- Robots de aprendizaje o repetición.
- Robots de computadores.
- Robots inteligentes (experimentales).
- Micro y nanorrobots.

Muchas empresas lograron sobrevivir en este mercado. Dentro de las más importantes están: la empresa italiana Comau, Adept Technology, Staubli-Unimation, la empresa multinacional suiza ABB (Asea Brown-Boveri), y la empresa alemana KUKA Robotics.

## Tipos y características

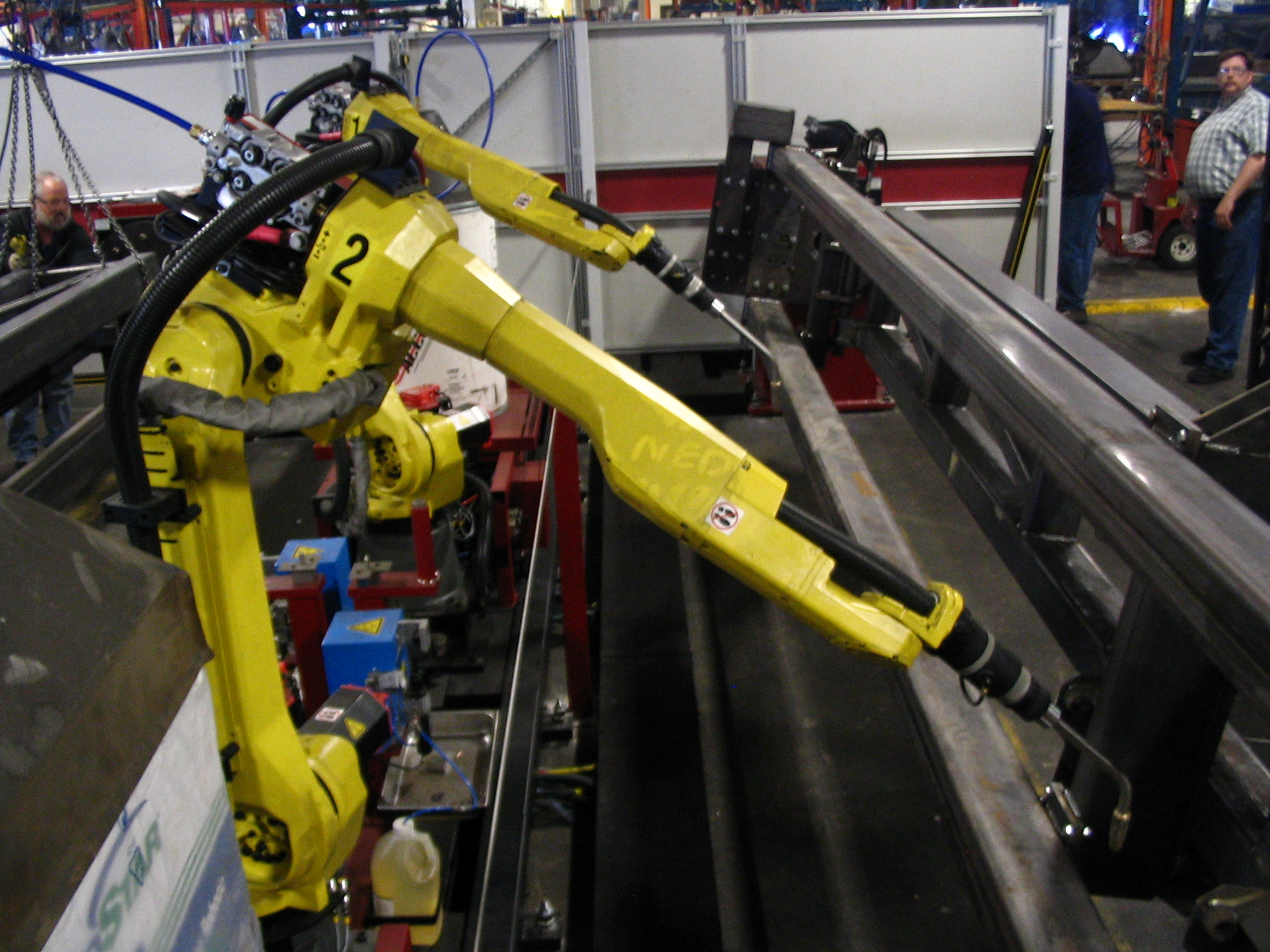
Un conjunto de robots de seis ejes utilizados para soldadura.

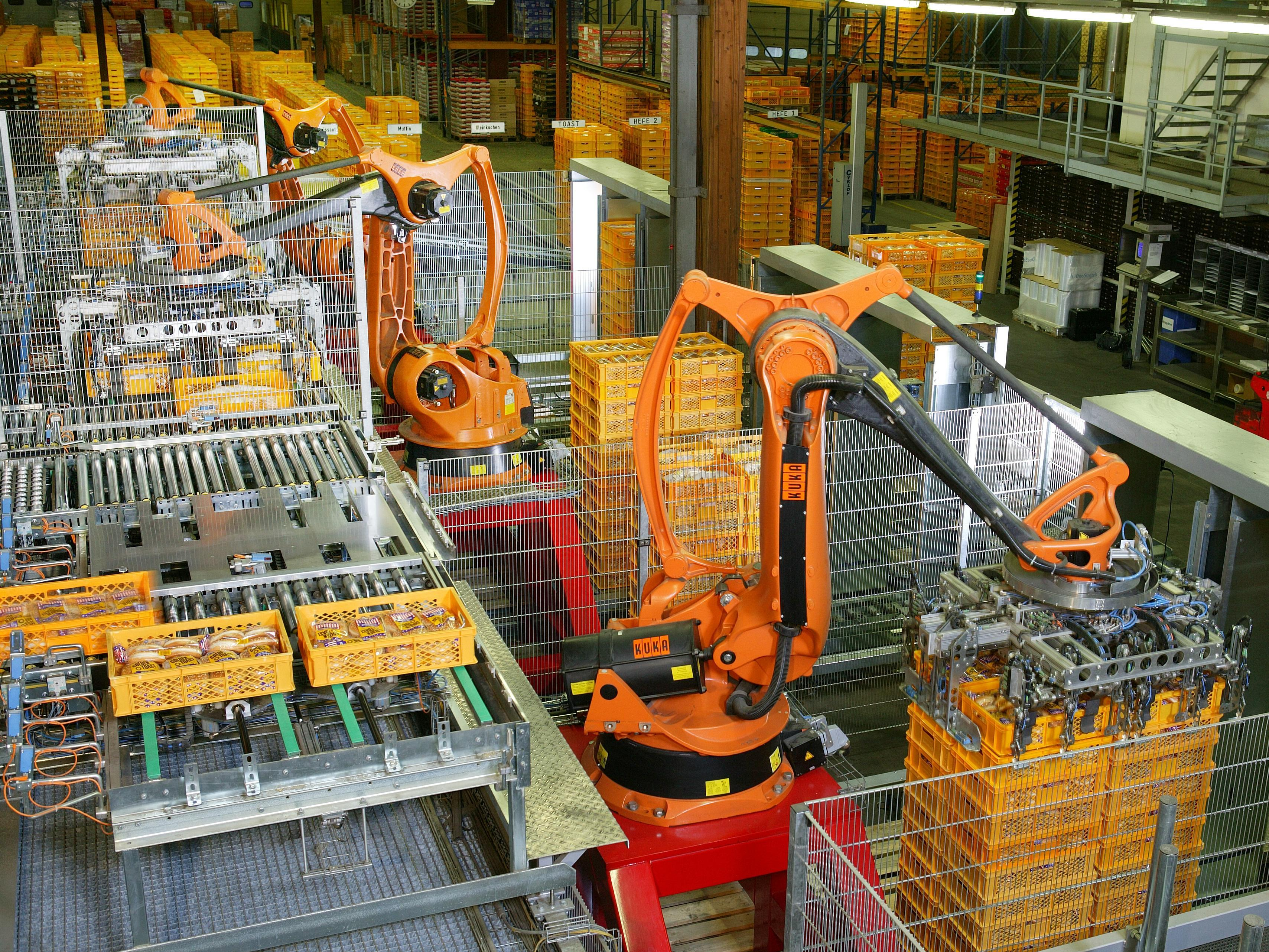
Automatización de fábricas con robots industriales para paletizar productos alimenticios como pan y tostadas en una panadería de Alemania.

Existen seis tipos de robots industriales.

### Robots articulados
Los robots articulados son los robots industriales más comunes. Se parecen a un brazo humano, por lo que también se denominan brazo robótico o brazo manipulador. Sus articulaciones con varios grados de libertad permiten a los brazos articulados una amplia gama de movimientos.

### Robots de coordenadas cartesianas
Los robots cartesianos, también llamados rectilíneos, robots pórtico y robots x-y-z tienen tres articulaciones prismáticas para el movimiento de la herramienta y tres articulaciones giratorias para su orientación en el espacio.
Para poder mover y orientar el órgano efector en todas las direcciones, un robot de este tipo necesita 6 ejes (o grados de libertad). En un entorno bidimensional, bastan tres ejes, dos para el desplazamiento y uno para la orientación.

### Robots de coordenadas cilíndricas
Los robots de coordenadas cilíndricas se caracterizan por su articulación giratoria en la base y al menos una articulación prismática que conecta sus eslabones. Pueden desplazarse vertical y horizontalmente por deslizamiento. El diseño compacto del efector permite al robot alcanzar espacios de trabajo reducidos sin pérdida de velocidad.

### Robots de coordenadas esféricas
Los robots de coordenadas esféricas sólo tienen articulaciones giratorias. Son uno de los primeros robots que se han utilizado en aplicaciones industriales. Se utilizan habitualmente para alimentación de máquinas en fundición a presión, inyección y extrusión de plástico, y para soldadura.

### Robots SCARA
SCARA es el acrónimo de Selective Compliance Assembly Robot Arm. Los robots SCARA se reconocen por sus dos articulaciones paralelas que proporcionan movimiento en el plano X-Y. Los ejes giratorios se colocan verticalmente en el efector.
Los robots SCARA se utilizan para trabajos que requieren movimientos laterales precisos. Son ideales para aplicaciones de ensamblaje.

### Robots Delta
Los robots delta también se denominan robots de eslabones paralelos. Constan de eslabones paralelos conectados a una base común. Los robots delta son especialmente útiles para tareas de control directo y operaciones de gran maniobrabilidad (como tareas rápidas de recoger y colocar). Los robots delta aprovechan los sistemas de eslabones de cuatro barras o paralelogramos.
Además, los robots industriales pueden tener una arquitectura en serie o en paralelo.

### Manipuladores en serie
Las arquitecturas en serie, también conocidas como manipuladores en serie, son los robots industriales más comunes y están diseñados como una serie de enlaces conectados por articulaciones accionadas por motor que se extienden desde una base hasta un efector final. Los manipuladores SCARA y Stanford son ejemplos típicos de esta categoría.

### Arquitectura paralela
Un manipulador paralelo está diseñado para que cada cadena sea normalmente corta, simple y pueda así ser rígida contra movimientos no deseados, en comparación con un manipulador en serie. Los errores en el posicionamiento de una cadena se promedian en conjunto con las otras, en lugar de ser acumulativos. Cada actuador aún debe moverse dentro de su propio grado de libertad, como para un robot en serie; sin embargo en el robot paralelo la flexibilidad fuera del eje de una articulación también está limitada por el efecto de las otras cadenas. Es esta bucle cerrado rigidez la que hace que el manipulador paralelo global sea rígido en relación con sus componentes, a diferencia de la cadena en serie que se vuelve progresivamente menos rígida con más componentes.

## Manipuladores paralelos de menor movilidad y movimiento concomitante
Un manipulador paralelo completo puede mover un objeto con hasta 6 grados de libertad (GdL), determinados por 3 coordenadas de traslación 3T y 3 coordenadas de rotación 3R para una movilidad completa 3T3R. Sin embargo, cuando una tarea de manipulación requiere menos de 6 GdL, el uso de manipuladores de menor movilidad, con menos de 6 GdL, puede aportar ventajas en términos de arquitectura más sencilla, control más fácil, movimiento más rápido y menor coste.  Por ejemplo, el robot Delta de 3 GdL tiene una movilidad inferior 3T y ha demostrado ser muy eficaz para aplicaciones de posicionamiento traslacional rápido pick-and-place. El espacio de trabajo de los manipuladores de menor movilidad puede descomponerse en subespacios de "movimiento" y de "restricciones". Por ejemplo, 3 coordenadas de posición constituyen el subespacio de movimiento del robot Delta de 3 GdL y las 3 coordenadas de orientación están en el subespacio de restricciones.  El subespacio de movimiento de los manipuladores de menor movilidad puede descomponerse a su vez en subespacios independientes (deseados) y dependientes (concomitantes): constituidos por el movimiento `concomitante' o `parasitario' que es el movimiento no deseado del manipulador. Los efectos debilitadores del movimiento concomitante deben mitigarse o eliminarse en el diseño satisfactorio de manipuladores de movilidad inferior.  Por ejemplo, el robot Delta no tiene movimiento parásito, ya que su efector final no gira.

## Autonomía
Los robots presentan diversos grados de autonomía. 
Algunos robots están programados para realizar fielmente acciones específicas una y otra vez (acciones repetitivas) sin variación y con un alto grado de precisión. Estas acciones están determinadas por rutinas programadas que especifican la dirección, aceleración, velocidad, desaceleración y distancia de una serie de movimientos coordinados.
Otros robots son mucho más flexibles en cuanto a la orientación del objeto sobre el que operan o incluso la tarea que hay que realizar sobre el propio objeto, que el robot puede incluso tener que identificar. Por ejemplo, para una orientación más precisa, los robots suelen contener subsistemas de visión artificial que actúan como sus sensores visuales, conectados a potentes ordenadores o controladores. La inteligencia artificial se está convirtiendo en un factor cada vez más importante en el robot industrial moderno.

## Seguridad
La seguridad de las personas tiene una gran importancia en robótica. Ya en la década de 1950, Isaac Asimov estableció tres Leyes de la robótica en sus novelas de ciencia ficción, que básicamente establecen que un humano no debe ser dañado por un robot o su inacción. Hoy en día, son las leyes (en Europa, la Directiva sobre máquinas 2006/42/CE antes 98/37/CE) y las normas internacionales (por ejemplo: ISO EN 10218 antes DIN EN 775) las que definen las normas de seguridad de las máquinas y, por tanto, también de los robots.
Los peligros que plantean los robots consisten en las complejas pautas de movimiento y las fuertes aceleraciones, a menudo totalmente imprevisibles para el ser humano, combinadas con enormes fuerzas. Trabajar junto a un robot industrial inseguro puede convertirse rápidamente en fatal.
Por lo tanto, la primera medida de protección suele consistir en separar la zona de movimiento de las personas y los robots industriales mediante rejillas de protección con puertas de seguridad o barreras de luz. Si se abre la puerta de seguridad o se interrumpe la barrera de luz, el robot se detiene inmediatamente. En los modos de funcionamiento especiales en los que el ser humano debe entrar en la zona de peligro del robot (por ejemplo, durante la programación o enseñanza), debe pulsarse un botón de habilitación para permitir explícitamente los movimientos del robot. Al mismo tiempo, la velocidad del robot debe limitarse a un nivel seguro.
Los desarrollos más recientes (robots de asistencia) van en la dirección de que el robot reconozca a tiempo la aproximación de un objeto extraño o de un ser humano mediante tecnología de sensores y ralentice su movimiento, lo detenga o incluso retroceda automáticamente. En el futuro, esto permitirá trabajar junto con el robot en sus inmediaciones.
Todos los circuitos de control con funciones para la seguridad personal suelen estar diseñados y supervisados redundantes, de modo que incluso un fallo, por ejemplo un cortocircuito, no provoque una pérdida de seguridad.
Un análisis de peligros permite determinar los peligros que emanan del robot o de los sistemas adicionales y para diseñar un dispositivo de protección adecuado para ellos. Todos los dispositivos conectados en el circuito de seguridad deben corresponder a la categoría seleccionada.